# M理論
M理論（Mりろん）とは、現在知られている5つの超弦理論を統合するとされる、11次元（空間次元が10個、時間次元が1個）の仮説理論である。尚、この理論には弦は存在せず、2次元の膜（メンブレーン）や5次元の膜が構成要素であると考えられている。

## 低エネルギー極限
この理論の低エネルギー有効理論は、11次元超重力理論となる。この理論に登場する場は重力場（グラビトン場）・グラビティーノ場・3形式場しかなく、超弦理論の低エネルギー有効理論である10次元超重力理論よりも単純な理論であると言える。また、登場する場のスピンが2以下である超重力理論の最高次元は11次元である（時間次元が1個と仮定した場合）。従って、11次元超重力理論は超弦理論が登場する以前、究極理論である可能性があると考えられていた時期もあったが、その後、繰り込み不可能であり、多様体へのコンパクト化でカイラルな理論が作れないと考えられたため、無視されていた。
1995年、エドワード・ウィッテンによって提唱されたこのM理論は、11次元超重力理論がもつこれらの難点を克服すると考えられるものであり、その提唱は第二次超弦理論革命へのきっかけとなった。

## 超弦理論との関係
超弦理論が1980年代に物理学界で話題になると研究が急速に進み、超弦理論は5つの異なるバージョンに発展した。それらの5つのバージョンの超弦理論はそれぞれ、I型、IIA型、IIB型、ヘテロSO（32）、ヘテロE8×E8と呼ばれる。これらの5つのバージョンを統合するのがM理論である。M理論は特にIIA型超弦理論の強結合極限として定義され、さらにこれらすべての超弦理論が双対性によって互いに繋がっていることが示唆されたため、超弦理論よりも根源的な理論と考えられている。ここでの双対性とは、弦の強結合領域と弱結合領域を関係付けるS双対性（strong-weakの略）、空間の極大領域と極小領域を関係付けるT双対性（target-spaceの略）、S,T双対性を結びつけたU双対性（unifiedの略）である。特に、T双対性は極大領域における弦の振動モードと極小領域における弦の巻きつきモードを対応付けるものであり、小さい領域に巻きつくという弦特有の（点粒子には無い）性質が反映されたものになっている。従って、M理論が定式化できた暁には、5つの超弦理論はM理論の一部であると主張されることになるであろう。

## M理論に関する研究の現状
現時点ではM理論は超弦理論より更に未完成であり、現実の物理法則に合致するものも得られていないため、最終的に物理理論として成立するか不明瞭である。数学的な仮説の段階だとも言える。また最近では、M理論を超弦理論よりも深遠な理論であるとすることに疑問を持っている研究者も少なからずいるようである。M理論を定式化するにあたっての特に大きな問題は、2次元の膜を量子化する方法が分からないことであろう。これについては、IIA型超弦理論におけるD0-braneを自由度とした行列模型（flat時空を背景とするBFSS行列模型、pp-wave時空を背景とするBMN行列模型）によってM理論を定式化しようとする動きもあり、研究が進められている最中である。

## その他
- ウィッテンは、名称の「M」について、2003年のヒストリー・チャンネルのドキュメンタリー番組『美しき大宇宙』の中で「Mは、マジック(Magic)、ミステリー(Mystery)、メンブレーン（membrane;膜、超弦理論における「ひも」の構成要素）など、その人の好きなものを意味します。」と悪戯っぽく語り、「M」の意味について明確に述べていない。
- membrane（膜）は、p-braneなどと派生することもあり、この理論の意味ではbraneと略されることもある。